# Robert Vivian Pound
Robert Vivian Pound (16 maig 1919, Ridgeway, Ontario, Canadà - 12 abril 2010, Belmont, Massachusetts, EUA) fou un destacat físic estatunidenc, nascut canadenc, conegut per haver participat en el descobriment de la ressonància magnètica nuclear i, juntament amb Glen Anderson Rebka, realitzar l'experiment de Pound-Rebka que comprovà la predicció de la teoria de la relativitat general del desplaçament cap al roig de la llum quan surt d'un camp gravitatori.

## Vida
Pound era fill d'un matemàtic. Es graduà en física a la Universitat de Buffalo el 1941. Després anà a Boston per treballar durant la II Guerra mundial en el disseny de dispositius de radar i sonar. Durant la guerra fou contractat pel Massachusetts Institute of Technology, MIT, on al Laboratori de Radiació, seguí treballant per desenvolupar sistemes de radar de les forces aliades, que ell va ajudar a establir les bases per als avenços de la postguerra a les tècniques d'imatge nuclear. El 1945 aconseguí una beca a la Universitat Harvard on hi romangué la resta de la seva carrera.

## Obra
La seva contribució a la física més coneguda es produí el 1959, quan, amb el seu estudiant Glen A. Rebka, demostrà, utilitzant un experiment basat en l'efecte Mössbauer, que un camp gravitatori podia canviar la freqüència de la radiació electromagnètica. L'efecte, que no s'havia mesurat després de dècades d'observacions astronòmiques, havia estat predit per la teoria d'Albert Einstein de la relativitat general, que explica com la gravetat pot deformar l'espai i el temps.
Pound també fou membre de l'equip de Harvard que descobrir la ressonància magnètica nuclear, RMN, pel qual els nuclis atòmics poden ser induïdes a absorbir i emetre energia en freqüències específiques, donant lloc a una nova era de les imatges mèdiques en tres dimensions. Tot i que la ressonància nuclear s'havia observat entre els àtoms dispersos en un buit el 1938, fou el grup de Harvard, que també incloïa H.C. Torrey, i sota la direcció d'Edward Mills Purcell, que fou guardonat amb el Premi Nobel de Física el 1952 per aquest descobriment, qui primer l'observà en els sòlids ordinaris i líquids. Realitzaren la investigació fonamental en la ressonància magnètica nuclear, que aplanà el camí per al desenvolupament dels dispositius que permeteren la formació d'imatges per ressonància magnètica (MRI), que ha permès ser àmpliament utilitzada per proporcionar imatges detallades dels òrgans i altres estructures internes del cos sense necessitat de raigs X o una altra radiació perjudicial per a l'organisme. Pound fou nomenat membre de l'Acadèmia Nacional de Ciències el 1961 i rebé la Medalla Nacional de Ciències en 1990.